# Pierrick Cros
Pierrick Cros (ur. 23 czerwca 1991 w Albi) – francuski piłkarz występujący na pozycji bramkarza. Od 2014 jest zawodnikiem Royal Mouscron-Péruwelz.

## Kariera klubowa
Pierrick Cros zaczął przygodę z piłką nożną w klubie Labastide-de-Lévis w departamencie Tarn. Początkowo występował na pozycji napastnika, lecz szybko zaczął bronić na bramce, podobnie jak jego ojciec. By się dalej rozwijać trafił najpierw do US Albi, a później do Toulouse FC. W wieku 15 lat trafił do szkółki FC Sochaux-Montbéliard. W 2010 trafił do pierwszego zespołu tego klubu.
W Ligue 1 zadebiutował 30 października 2010 na Stade Gerland przeciwko drużynie Olympique Lyon.
W 2014 przeszedł do Royal Mouscron-Péruwelz.
| Sezon   | Klub       | Kraj    | Rozgrywki | Mecze | Bramki | Rozgrywki Europy | Mecze | Bramki |
| ------- | ---------- | ------- | --------- | ----- | ------ | ---------------- | ----- | ------ |
| 2009/10 | FC Sochaux | Francja | Ligue 1   | 0     | 0      | -                | -     | -      |
| 2010/11 | FC Sochaux | Francja | Ligue 1   | 13    | 0      | -                | -     | -      |
| 2011/12 | FC Sochaux | Francja | Ligue 1   | 7     | 0      | Liga Europy UEFA | 0     | 0      |
| 2012/13 | FC Sochaux | Francja | Ligue 1   | 4     | 0      | -                | -     | -      |
| 2013/14 | FC Sochaux | Francja | Ligue 1   | 0     | 0      | -                | -     | -      |

Stan na: 29 maja 2012 r.